# Aparammoecius heinzi
Aparammoecius heinzi är en skalbaggsart som beskrevs av Riccardo Pittino 1997. Aparammoecius heinzi ingår i släktet Aparammoecius och familjen Aphodiidae. Inga underarter finns listade i Catalogue of Life.